# Molodiozhni (Krasnodar)
Molodiozhni (del ruso: Молодёжный), es una stanitsa del raión de Beloréchensk del krai de Krasnodar, en Rusia. Se sitúa a orillas del río Koshka, afluente por la derecha del Pshish, que desemboca en el Kubán, 19 km al suroeste de Beloréchensk y 64 km al sureste de Krasnodar, la capital del krai. Tenía 1 008 habitantes en 2011.
Pertenece al municipio Chernígovskoye.

## Transporte
Cuenta con una estación (Komsomolskaya) en la línea de ferrocarril Kurgáninsk-Tuapsé.